# Cees-Willem van Vliet
Cees-Willem van Vliet (Gouda, 24 augustus 1980) is een Nederlands organist en dirigent.

## Studie
Van Vliet studeerde kerkmuziek aan de Hogeschool voor de Kunsten in Utrecht. Hierna studeerde hij orgel en koordirectie aan het Koninklijk Conservatorium Antwerpen. Hij kreeg les van Jan Raas, Joris Verdin en Luc Anthonis. Daarnaast studeerde hij enige tijd theologie aan de universiteiten van Utrecht en Leiden.

## Carrière
Van Vliet was vanaf 1999 cantor-organist in PKN-wijkgemeente De Wingerd in Krimpen aan den IJssel. Vanaf 2003 werkte hij als kerkmusicus met mensen met een verstandelijke beperking op landgoed Hooge Burch in Zwammerdam van stichting Ipse de Bruggen. Hij deed daarbij onderzoek op het gebied van kerkmuziek, liturgie en sociale integratie. In 2012 werd hij aangesteld als organist van de Bergkerk in Amersfoort en sinds 2014 ook in de Lutherse Kerk aldaar. Als dirigent leidt hij de "Gemengde Zangvereniging Vriendschap" in Krimpenerwaard en het "Alexander Kamerkoor" in Rotterdam. Ook bracht hij in 2020 een cd uit, getiteld Goldbergvariaties. Daarnaast is hij redactielid van het tijdschrift Muziek & Liturgie en schrijft hij bijdragen voor het Liedboek Compendium.